# Duitse aanval op Nederland in 1940
Met de Duitse aanval op Nederland in 1940 begon op 10 mei voor Nederland de Tweede Wereldoorlog. Duitsland viel gelijktijdig ook Luxemburg en België binnen, als onderdeel van Fall Gelb. Aan de Peel-Raamstelling en op de Grebbeberg kon het Nederlandse leger geen stand houden. Een Duitse aanval op Den Haag door parachutisten werd afgeslagen. Als extra drukmiddel besloot het Duitse opperbevel daarom tot een bombardement op Rotterdam, op 14 mei 1940. Mede vanwege de Duitse dreiging met verdere bombardementen, op de steden Utrecht, Amsterdam, Den Haag en Haarlem, capituleerde in de nacht van woensdag 15 mei de Nederlandse land- en luchtmacht.
Opperbevelhebber generaal Henri Winkelman tekende de Nederlandse capitulatie. Aan Duitse zijde was generaal Georg von Küchler de hoogste officier. De capitulatie gold niet voor de provincie Zeeland, waar Franse, Belgische en Nederlandse troepen nog enkele dagen streden, totdat op 17 mei 1940, na het bombardement op Middelburg, de strijd in Zeeland ook werd opgegeven. De hieropvolgende Duitse bezetting van Nederland zou vijf jaar gaan duren, hoewel er aanvankelijk de hoop bestond dat de Fransen en Britten Nederland snel weer zouden bevrijden. Maar Frankrijk capituleerde na de evacuatie van Britse en Franse soldaten uit Duinkerken naar Engeland in 1940, die ternauwernood aan een Duitse omsingeling en gevangenneming ontsnapten. De Duitse militaire bezetting van continentaal West-Europa was daarmee een feit.

## Strategische redenen
In de Eerste Wereldoorlog had het Duitse Keizerrijk geprobeerd het Schlieffenplan uit te voeren: via een omtrekkende beweging door België Frankrijk aanvallen. Er bestaat onder militaire historici verschil van mening waarom dit mislukte. Volgens sommigen was het plan te ambitieus, andere historici menen dat het Duitse leger in de Eerste Wereldoorlog te weinig mobiel was voor een dergelijk plan. Hitler meende dat ook de beperkte lengte van de Duits-Belgische grens destijds een knelpunt was voor het doortrekkende Duitse leger. Hij besloot daarom dat ditmaal ook Nederlands Zuid-Limburg bij de Duitse aanval op Frankrijk betrokken moest worden, tegen de Nederlandse neutraliteit in. Hij ging daarbij voorbij aan het feit dat buiten Europa het nog neutrale Nederlands-Indië een belangrijke bron van olie was voor de Japanse oorlog tegen China.
In het kader van de Duitse aanval op Frankrijk was de bezetting van Nederland slechts een nevenoperatie. Dat Duitsland een tamelijk forse legermacht tegen Nederland inzette, was om te voorkomen dat een omvangrijke Britse interventiemacht in Nederland zou landen en vervolgens het Duitse Ruhrgebied zou bedreigen. Bovendien wilde de Luftwaffe vanuit een bezet Nederland Engeland bombarderen. Dat Adolf Hitler van plan was om de Lage Landen te nazificeren, en het bij een "Groot-Duits Rijk" of een "Groot-Germaans Rijk" wilde inlijven, was ten tijde van de aanval nog niet duidelijk. Aanvankelijk werd dan ook een Duits militair bestuur in Nederland ingesteld, dat op 29 mei 1940 werd vervangen door een Duits civiel bestuur.

## Verloop van de aanval

### Het aanvalsplan
Het algemene Duitse aanvalsplan was verdeeld over drie legergroepen. Legergroep C onder Von Leeb bleef gelegerd tegenover de Franse Maginotlinie. Legergroep B onder Von Bock bestond uit twee legers. Küchlers 18e leger, waaronder een pantserdivisie en luchtlandingssteun, zou Nederland aanvallen. Reichenaus 6e leger, met twee pantserdivisies, zou over de Belgische vlakte oprukken. Het sterkst was Legergroep A onder Von Rundstedt. Deze legergroep bestond uit Kluges 4e leger, Lists 12e leger, Busch' 16e leger, en Von Weichs' 2e leger. Deze legergroep telde anderhalf miljoen man en 1200 tanks. Het Franse leger telde 2.200.000 man.
Voor de aanval op Nederland werden ingezet: generaal Von Küchlers 18e leger, versterkt met de 9e Pantserdivisie, een SS-divisie en een SS-regiment. Dit leger was verdeeld in twee korpsen plus een versterkte cavaleriedivisie. Het 10e Legerkorps, twee infanteriedivisies versterkt met twee SS-regimenten, had tot taak door Gelderland de Nederlandse hoofdverdediging bij de Grebbelinie aan te vallen.
Het 26e Legerkorps (twee infanteriedivisies, twee reserve-infanteriedivisies, twee SS-regimenten en een pantserdivisie), zou door Noord-Brabant aanvallen en met de infanteriedivisies door de Peel-Raamstelling breken, waarna het met de 9e Pantserdivisie voorop over de Moerdijkbrug naar Den Haag zou oprukken. Generaal Student zou met de 7. Fliegerdivision (parachutisten en luchtlandingstroepen) de Moerdijkbruggen en de bruggen bij Dordrecht en Rotterdam bezetten. Generaal Von Sponeck landde met de 22e Infanteriedivisie bij Den Haag. De 1e cavaleriedivisie zou Noord-Nederland (Groningen, Friesland) voor haar rekening nemen.
Het Duitse 6e Leger (vier legerkorpsen) nam tevens deel aan de slagen langs de Maas en de Peel-Raamstelling en boog daarna geleidelijk aan af naar België.

### Spionage
Voorafgaand aan de Duitse inval voerde het Duitse Rijk de spionage fors op. Ten gevolge hiervan kon bijvoorbeeld bij de inval de commandant van de 207e Infanteriedivisie beschikken over een gedetailleerde kaart van de Grebbeberg, met mijnenvelden, commandoposten, kazematten en inundaties. Ook de commandanten van de Slag om Den Haag beschikten over uitmuntende kaarten van de stad, compleet met locaties van het Koninklijk Huis en de voornaamste verdedigingsposten.
De Duitse kapitein Kriebel kwam op 23 februari 1940 per trein in Den Haag aan en verkende per auto de Grebbeberg. Majoor Mantey en Generaal-Majoor Zickwolf, de commandant van de Duitse 227e divisie, bezochten Nederland. De Duitsers verkenden de Grebbelinie vanop de uitkijktoren in Ouwehands Dierenpark. Toen minister-president De Geer op de spionage gewezen werd, achtte hij de economische betekenis van de openstelling van de toren belangrijker dan mogelijke risico's voor de staatsveiligheid.
Ook op andere plaatsen gaven economische motieven vaak de doorslag. Zo werden bij de Grebbelinie en bij andere stellingen verzoeken tot het kappen van bomen afgewezen, omdat dit tot hoge schadeclaims van boeren zou kunnen leiden.

### Vooravond
In augustus 1939 werd Nederland gemobiliseerd. Op vitale punten waren bunkers gebouwd; daarmee was Nederland voldoende voorbereid, meende men. Men realiseerde zich niet dat de gemobiliseerde troepen sinds de mobilisatie vooral de eigen stellingen hadden gebouwd. Ze waren als grondwerker actief geweest, maar niet getraind als soldaat.
In de periode 1937 tot mei 1940 wist het ministerie van Oorlog nog een aanzienlijke uitbreiding van de materiële sterkte van het leger te bewerkstelligen. Zo werd met name modern 47 mm antitankgeschut (380 stuks van het "Kanon van 4.7" van de Oostenrijkse producent Böhler) en modern luchtafweergeschut (vooral de Oerlikon 20 mm en de Bofors 40L60, maar ook de 37 mm FLAK 37) aangeschaft, en werden 39 relatief moderne pantserwagens (vooral de M36, M38 en M39) in de bewapening opgenomen. Het leger had echter een groot tekort aan moderne artillerie, aan voldoende en moderne machinegeweren, aan voldoende mortieren en vooral aan verbindingsmiddelen. Hierdoor kon men de helft van het leger niet in divisieverband opstellen omdat de artillerie daarvoor ontbrak. Het bewapeningsniveau was dat van een leger uit 1900. Ook de Militaire Luchtvaart (de luchtmacht) kreeg nog een zeventigtal moderne toestellen (Fokker T.V, Fokker G.I en Fokker D.XXI) in de laatste jaren voor de oorlog. De uitgaven werden echter beperkt gehouden en tevens ondervond men veel problemen met het onderbrengen van de opdrachten omdat de hele wereld aan het herbewapenen was en Nederland maar weinig eigen defensie-industrie bezat. Grondstoffen waren daarnaast ook vaak schaars.
Sommige wapenorders werden geplaatst bij Krupp in Duitsland. Hoewel de Duitse regering deze orders aanvankelijk had goedgekeurd, werden de wapens (achteraf om voor de hand liggende redenen) nooit geleverd en hielden de Duitsers de Nederlanders voortdurend aan het lijntje. Uiteindelijk, toen het te laat was om nog bij andere landen wapens te bestellen, werden de Nederlandse orders door de Duitse regering geannuleerd.
Privé-initiatieven kwamen ook van de grond: onder andere in Leeuwarden, Delft en Den Haag werd op privé- of bedrijfsinitiatief luchtafweergeschut in Zwitserland aangekocht en geplaatst. Deze onderdelen werden door de Vrijwillige Luchtafweer Dienst bezet.
Op 9 november werden in het Venlo-incident twee Britse geheime agenten op Nederlands grondgebied gevangengenomen door de Gestapo en naar Duitsland afgevoerd. Hierbij kwam de Nederlandse luitenant Dirk Klop om het leven.
De GS IIIA informeerde de Nederlandse politieke en militaire beleidsmakers begin november 1939 dat Adolf Hitler op 12 november 1939 een aanval op Nederland plande. Aan de hand van de berichten van de GS IIIA werden een aantal maatregelen genomen om voorbereid te zijn op een eventuele Duitse aanval. De informatie van de GS IIIA was onder meer gebaseerd op de inlichtingen van majoor Bert Sas, de Nederlandse militaire attaché in Berlijn, maar ook op informatie uit andere bronnen.
Op 10 januari 1940 maakte een Duits militair vliegtuigje een noodlanding bij Maasmechelen in België. De Duitse inzittenden probeerden in paniek papieren te verbranden; deze papieren bevatten het plan Fall Gelb, het Duits offensief tegen Frankrijk, België en Nederland. De GS IIIA ontving deze informatie. Men nam de dreiging wederom ernstig en informeerde de beleidsmakers. Hoewel er sprake was van enige scepsis bij de beleidsmakers werden wederom maatregelen genomen om de Duitse dreiging het hoofd te kunnen bieden.
De inlichtingenbron van majoor Sas was kolonel Hans Oster, werkzaam bij de Duitse contraspionagedienst Abwehr. Toen Hitler de planning van Fall Gelb wijzigde, gaf Oster verschillende malen nieuwe data door. Achteraf bleek dat de informatie van majoor Sas en kolonel Oster telkens correct was. Hoewel het beeld bestaat dat er collectief werd getwijfeld aan de informatie van Sas, blijkt uit recent onderzoek dat Sas ernstig werd genomen. Verder is gebleken dat de GS IIIA over een uitgebreid netwerk van agenten en informanten beschikte en daarnaast ook nog op andere wijze aan inlichtingen kwam (SIGINT, marechaussee, OSINT). Het contact van majoor Sas was een belangrijke informant maar niet de enige die de GS IIIA informeerde over de Duitse aanvalsdata.
Door het uitgebreide netwerk van GS IIIA kon deze dienst telkens de Nederlandse beleidsmakers tijdig van accurate en relevante inlichtingen omtrent de Duitse dreiging voorzien. Telkens wanneer de GS IIIA aangaf dat een Duitse aanval aanstaande was werden diverse maatregelen (verloven intrekken, verhogen paraatheid, bruggen opblazen etc.) genomen om voorbereid te zijn op de Duitse aanval. Ondanks de accurate inlichtingen en de tijdige voorbereidingen was het Nederlandse leger in mei 1940 niet opgewassen tegen het veel sterkere Duitse leger.

### Het Nederlandse verdedigingsplan

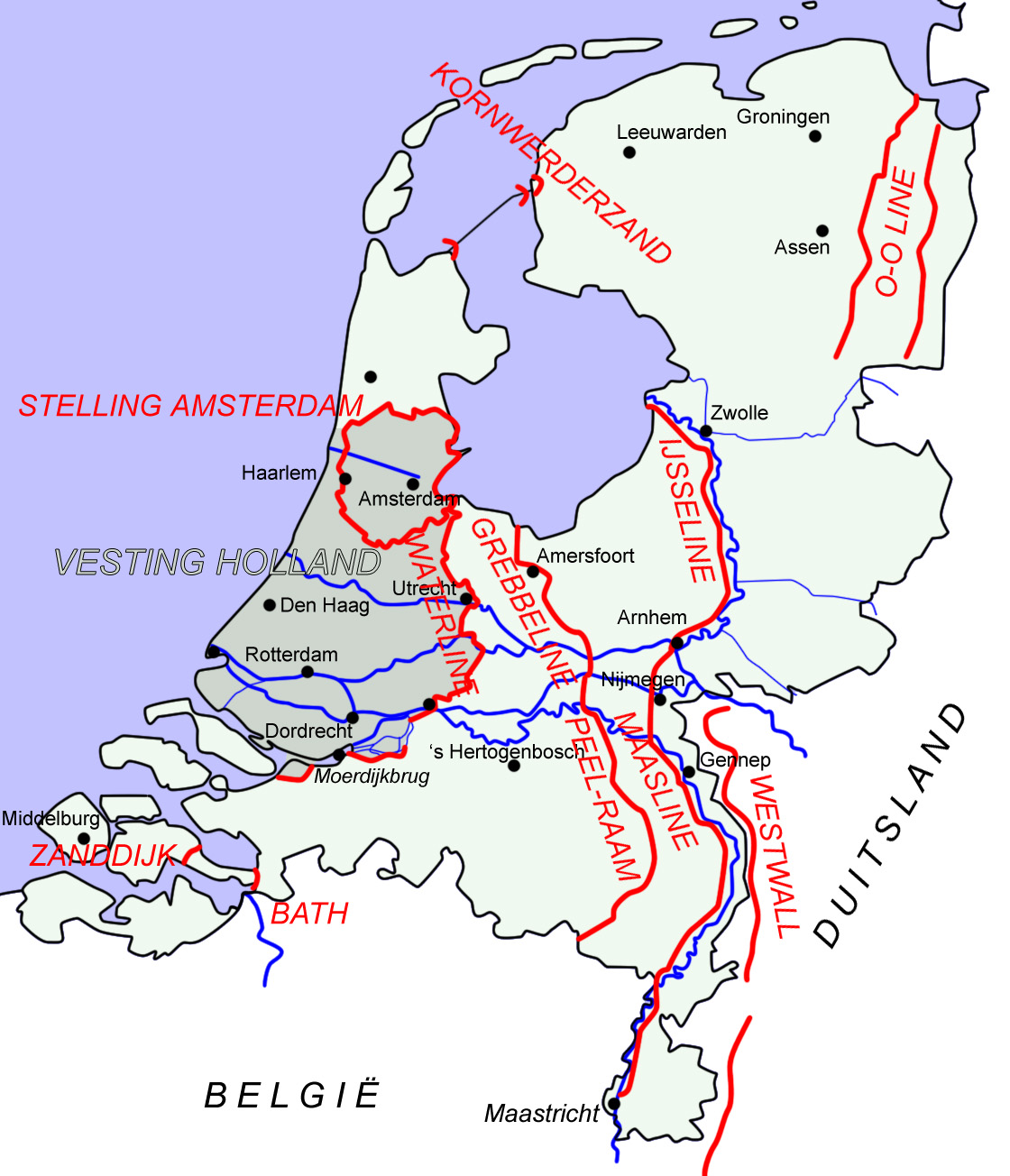
Nederlandse verdedigingslinies in 1940

De Nederlandse verdediging bestond uit drie linies. De voorste linie bestond uit linies langs de IJssel en Maas, en de Wonsstelling.
De hoofdverdediging bestond uit de Stelling Kornwerderzand (Afsluitdijk) en de Grebbelinie, die van het IJsselmeer tot de Rijn liep. Hier ging de Grebbelinie via de grote rivieren en de Betuwestelling over in de zuidelijke hoofdverdediging Peel-Raamstelling. De Grebbelinie was relatief nieuw. Toen op 6 februari 1940 de 63-jarige luitenant-generaal Henri Winkelman generaal Reijnders opvolgde als opperbevelhebber van de Nederlandse strijdkrachten, concludeerde Winkelman dat de Nieuwe Hollandse Waterlinie te dicht bij Amsterdam en Utrecht lag om deze steden goed te kunnen verdedigen. Hij legde daarom de nadruk op de Grebbelinie. In het verlengde van de Grebbelinie liep de Betuwelinie die in Noord-Brabant werd voortgezet als Peel-Raamstelling, meestal kortweg Peellinie genoemd.
De Vesting Holland, achter genoemde Hollandse waterlinie, vormde de laatste terugvalmogelijkheid. Deze linie beschermde alleen het hart van Holland met de grote bevolkingscentra.
Het zuiden van de Vesting Holland werd begrensd en verdedigd langs de grote rivieren. Hier liepen de stellingen langs de Linge, Waal, Maas en Merwede. Bij Moerdijk was een stelling ten zuiden en noorden van de bruggen voorbereid.
In de provincie Zeeland werd alleen het hoofdeiland Zuid-Beveland/Walcheren met een linie versterkt. Voorste linie was hier de Bathstelling met hoofdweerstand langs de Zanddijkstelling.

### De nacht van 4 tot 5 mei
In de nacht van 4 op 5 mei 1940 — en deels ook 6 mei — voerden de Nederlandse autoriteiten landelijk gecoördineerde razzia’s uit. Er vonden onaangekondigd administratieve arrestaties (interneringen) plaats in heel het land, vooral gericht op een tiental Duitsgezind geachte elementen en Nederlanders die als gevaarlijk werden gezien bij een mogelijke Duitse invasie.

### De nacht van 9 op 10 mei
Op 10 mei 1940 omstreeks 01:40 vond op de Kapellerlaan te Roermond het eerste vuurgevecht van de Tweede Wereldoorlog op Nederlandse bodem plaats tussen het Nederlandse en Duitse leger.
Vijftien Duitse soldaten die als Nederlandse soldaten waren verkleed, trokken de grens over in een poging de Maasbrug bij Roermond veilig te stellen. De groep stond onder leiding van Gefreiter Janovski. Sergeant Oele merkte het groepje op, doordat ze geen rangonderscheidingen droegen. Op de Kapellerlaan werden deze Duitse soldaten staande gehouden, waarna een vuurgevecht ontstond. Het eerste dodelijke slachtoffer aan Nederlandse kant was korporaal Piet Touw. Het zag ernaar uit dat de Nederlandse soldaten het onderspit moesten delven, maar een soldaat kwam op het idee om explosieven, die aan de bomen aldaar waren bevestigd, tot ontploffing te brengen. Na deze explosies vluchtten de Duitse soldaten.
Op X-Zeit, om 5:35 Duitse tijd (3:55 Nederlandse tijd) begon de Duitse invasie. Zes pantsertreinen overschreden de Duits-Nederlandse grens. Tegelijkertijd vlogen eskaders van de Luftwaffe over Nederland. Nederland kende toen nog de Amsterdamse Tijd, dat wil zeggen twintig minuten later dan Greenwich; bovendien gold in Nederland geen zomertijd. Dientengevolge was er een tijdsverschil van 1:40 tussen Nederland en Duitsland.
Om 3:50 Nederlandse tijd meldde kolonel Van Alphen, de sous-chef van de Staf van de Landmacht aan de Opperbevelhebber der Land- en Zeemacht generaal Winkelman: "Grensoverschrijding bij Kerkrade en Vaals."
Het Luchtwachtbureau liet de Hilversumse radio melden dat "honderden vreemde vliegtuigen van onbekende nationaliteit de oostgrens passeren in westelijke richting". In Den Haag stond minister van Oorlog Dijxhoorn om 04:00 net op het punt het Luchtwachtbureau te verzoeken "op te houden paniek te zaaien", toen berichten uit andere bron de inval bevestigden.
Duitse overvalpatrouilles, onderdeel van Batallions zur besonderen Verwendung, overschreden in nagemaakte Nederlandse marechaussee-uniformen op diverse plaatsen de grens. De troepen hadden de opdracht de bruggen bij Westervoort, Doesburg, Zutphen en Deventer veilig te stellen, daarmee de IJssellinie slechtend, en zo een ongehinderde doorgang verschaffen naar de Grebbelinie. Ongeveer 15 Duitsers betraden de bruggen bij Westervoort en zochten naar ontstekingsleidingen om die onklaar te maken. Toen zijn wachtposten binnen waren, liet adjudant Van Viersen de brug ontploffen. De brugdelen stortten met de Duitse soldaten in de rivier. Dit gebeurde om 4:45 Nederlandse tijd. Even later werd de brug bij Deventer opgeblazen.

### 10 mei

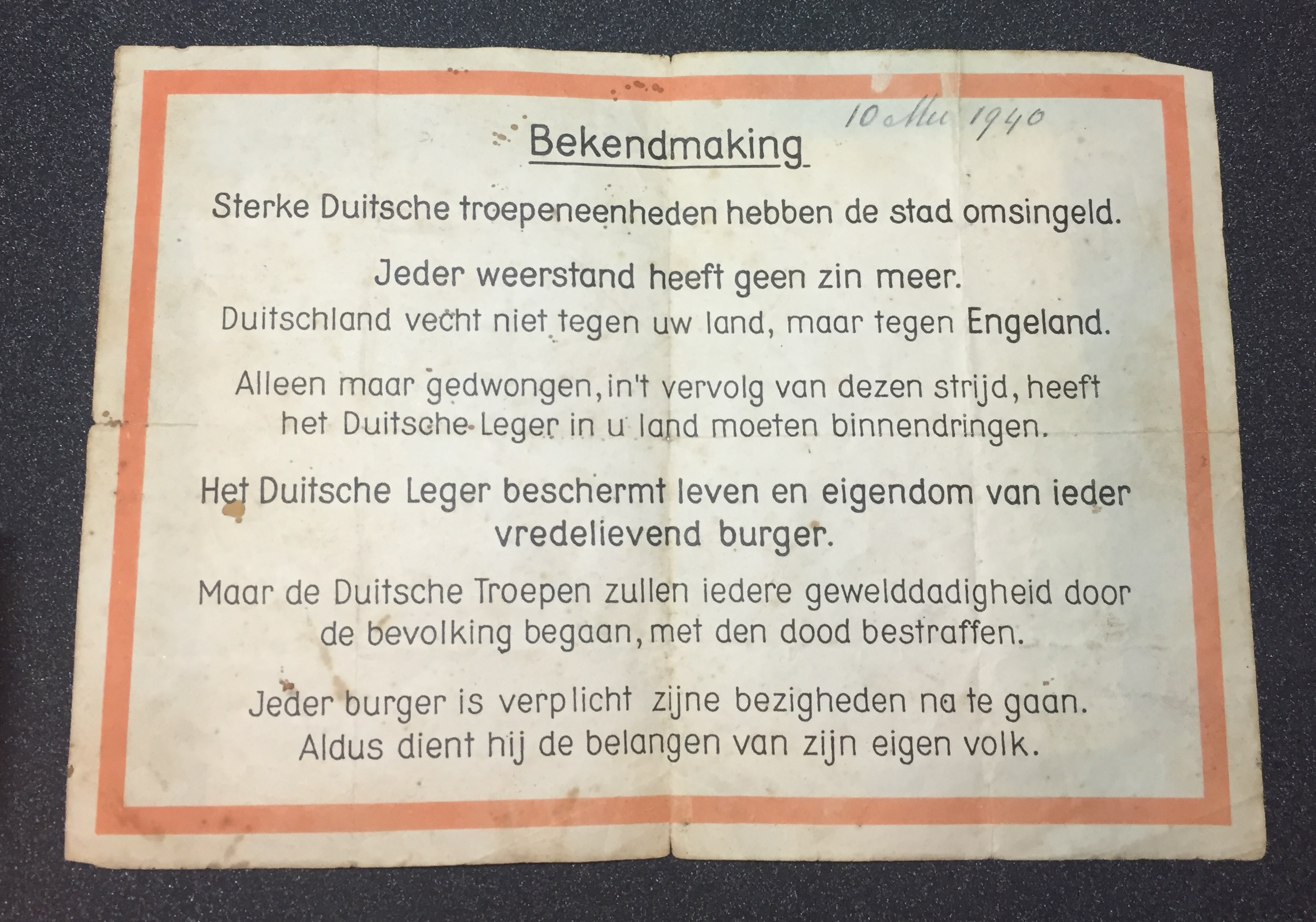
Bekendmaking

Toen de opeenvolgende berichten bij het Nederlandse oppercommando en de Nederlandse regering binnenkwamen, deelde het Algemeen Hoofdkwartier om 5:15 mee: "Van drie uur af hebben Duitsche troepen de grens overschreden. Vliegaanvallen zijn geprobeerd op enkele vliegvelden. Weermacht en afweer zijn paraat bevonden. Voor zover bekend zijn ten minste 6 Duitsche vliegtuigen neergehaald."
De Duitse gezant overhandigde om 6:00 een verklaring, waarin de inzet van een geweldige troepenmacht werd aangekondigd. Duitsland garandeerde de staat van bezit in Europa en overzee indien verzet zou uitblijven. Zo niet, dan bestond er gevaar voor volledige vernietiging van land en staatsbestel. Als motief werd een dreigende inval van Frankrijk en Groot-Brittannië in België, Nederland en Luxemburg aangevoerd. In haar antwoord wees de regering de Duitse aanval verontwaardigd af en verklaarde dat Nederland geen enkele overeenkomst had gesloten of overwogen met welke natie dan ook. Nederland verklaarde dat het zich in oorlog beschouwde met het Duitse Rijk.
De regering liet haar vertegenwoordigers in Parijs en Londen weten dat "aan ons land te verleenen bijstand welkom zal zijn". Op hun beurt lieten de Franse en Britse regeringen weten dat deze hulp zo mogelijk zou worden verleend. Nog diezelfde ochtend rukte het Franse 7e Leger onder generaal Giraud op richting België en Nederland.
Koningin Wilhelmina richtte een proclamatie tot het Nederlandse volk:
Mijn Volk,
Nadat ons land met angstvallige nauwgezetheid al deze maanden een stipte neutraliteit had in acht genomen, en terwijl het geen ander voornemen had dan deze houding streng en consequent vol te houden, is in de afgeloopen nacht door de Duitsche weermacht zonder de minste waarschuwing een plotselinge aanval op ons gebied gedaan. Dit niettegenstaande de plechtige toezegging dat de neutraliteit van ons land zou worden ontzien, zoo lang wij haar zelf handhaafden.
Ik richt hierbij een vlammend protest tegen deze voorbeeldelooze schending van de goede trouw en aantasting van wat tusschen beschaafde staten behoorlijk is. Ik en Mijn regering zullen ook thans onze plicht doen. Doet gij den uwen, overal en in alle omstandigheden, ieder op de plaats waar hij is gesteld, met de uiterste waakzaamheid en met die innerlijke rust en overgave waartoe een rein geweten in staat stelt.
WILHELMINA 
De proclamatie werd 's avonds in alle dagbladen afgedrukt.
Duitse burgers in Nederland kregen huisarrest. Het verspreiden van pamfletten werd verboden. De ministers van Buitenlandse Zaken en de minister van Koloniën vertrokken naar Londen voor overleg met de geallieerden.
De Nederlandse regering bleek in deze eerste oorlogsdagen een meester in selectieve informatievoorziening. Er werd slechts weinig concrete informatie aan de Nederlandse bevolking doorgegeven. Alles wat de Nieuwe Rotterdamsche Courant 's avonds kon melden, was dat de Duitsers met vier pantsertreinen waren binnengevallen. Een ervan was bij Venlo samen met de spoorbrug in de lucht gevlogen. Ook de andere drie zouden vernietigd zijn. Verder zouden 70 Duitse vliegtuigen zijn neergehaald. Daarbij zouden 1000 parachutisten op één dag zijn gedood. Er werd met geen woord gerept over de andere Duitse troepen. Ook zouden er "zwakke, in het binnenland gelande vijandelijke afdeelingen trachten zich te handhaven".
De werkelijkheid was dat Duitsland, in de toentertijd grootste luchtlandingsoperatie uit de geschiedenis, rond de residentie bijna 8000 man aan de grond had gebracht rond Den Haag, Rotterdam en Moerdijk. Troepen die bovendien beter getraind waren - zie de slag om de residentie hierna.

### IJssel- en Maaslinie

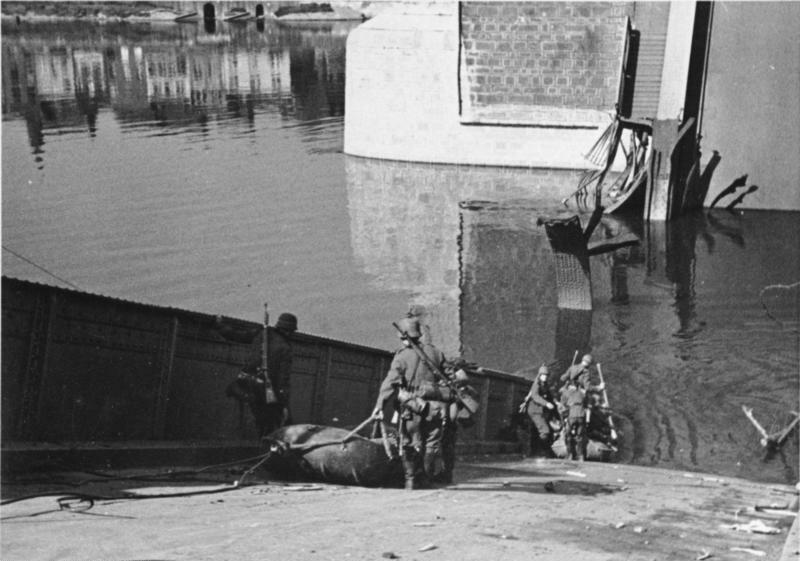
Door Nederlanders opgeblazen Sint Servaasbrug te Maastricht

De IJssellinie en de Maaslinie vormden de eerste voorverdedigingslinie. Gebouwd in de periode 1936-1940, waren beide niet bedoeld als langdurige verdedigingslinie. De bijna 900 kazematten waren onvoldoende om de beide rivieren adequaat te verdedigen. Ook was er geen artillerie aanwezig. Verdedigd waren de rivierovergangen.
Duitse troepen vielen in de vroege morgen aan bij Arnhem/Westervoort, Doesburg, Zutphen en Deventer, maar slaagden er niet in om de bruggen in handen te krijgen, ondanks de inzet van Duitse soldaten in Nederlandse uniformen. Wel lukte het de Duitsers om in korte tijd de Nederlandse verdediging uit te schakelen, waarna de eerste Duitse troepen reeds om 8:00 op de westelijke oever stonden bij Westervoort. Ook bij Zutphen schakelden Duitse troepen na verloop van tijd de verdediging uit en staken de IJssel over.
De bruggen over de Maas werden meestal opgeblazen voordat de Duitse troepen ze konden bezetten, met uitzondering van de brug bij Gennep. Deze brug viel in handen van Duitse commando's in Nederlandse uniformen (20 minuten na de inval - de commando's waren al op Nederlands grondgebied voor de feitelijke inval). Dit was de enige plaats waar een van de ingezette pantsertreinen de rivier kon oversteken. Deze trein kon toen ongehinderd door de achterliggende Peel-Raamstelling bij Mill doorrijden en hier een klein Duits bataljon in de rug van de stelling uitladen. Dit gebeurde binnen het eerste uur na de inval.
De Maaslinie in zuidelijk Limburg werd overvallen door eenheden behorende bij de legergroep die in België moesten opereren. De troepen in zuidelijk Limburg vertraagden de Duitse opmars zo'n 24 uur, met name door de logistieke problematiek die ontstond door opgeblazen bruggen. Hierdoor konden de parachutisten die het Belgische Fort Eben-Emael en vier nabijgelegen bruggen hadden veroverd later dan voorzien ontzet worden.
De Duitsers waren gedwongen met zwaar geschut de kleine kazematten aan de overkant van het Wilhelminakanaal en de Maas aan te vallen voordat stormtroepen de waterhindernissen konden oversteken. Hierbij werd ondanks de Duitse overmacht lang tegenstand geboden. Een speciale gemotoriseerde strijdmacht had als taak om Maastricht te overvallen, maar dankzij een tijdige waarschuwing werden alle Maastrichtse bruggen opgeblazen voor ze door de Duitsers bezet konden worden. Op de hoofdstraat richting de Servaasbrug werden enkele Duitse pantserwagens onschadelijk gemaakt door Nederlandse pantserbuksen, waarna de Nederlandse troepen moesten terugvallen op Belgisch grondgebied of capituleren en de Duitse divisies hun opmars door België voortzetten.

### De opmars naar de Afsluitdijk
In het noorden van Nederland had de Duitse 1e cavaleriedivisie onder Generalmajor Feldt de taak om de Afsluitdijk in te nemen en te trachten scheepsruimte te vinden om het IJsselmeer over te steken. Een tweede doel was de controle te verkrijgen over de spuisluizen bij Kornwerderzand en Den Oever. Mocht het offensief tegen de Grebbelinie, respectievelijk de Nieuwe Hollandse Waterlinie, vastlopen, dan zou met deze sluizen de waterstand op het IJsselmeer kunnen worden verlaagd. Die verlaging zou zich na verloop van tijd voortzetten in de inundaties, die in belangrijke mate bepalend waren voor de verdedigende waarde van de genoemde linies.
De versterkte 1e cavaleriedivisie telde 15.000 man en trok langzaam op. De vijf Nederlandse grensbataljons wisten de opmars enigszins te vertragen, vooral door het opblazen van honderden bruggen in de drie noordelijke provincies. De Nederlandse verdediging van de Afsluitdijk bestond uit drie verdedigingspunten: de voorverdediging bij Wons (Friesland), de Stelling Kornwerderzand (enkele kilometers uit de Friese kust) en de Stelling Den Oever.
De Wonsstelling tussen Zurich en Makkum bestond uit met zand bedekte houten bunkers. Luchtafweer ontbrak. De Duitse aanval op deze stelling begon op zondag 12 mei. Na een inleidend luchtbombardement volgde een beperkte artilleriebeschieting. De gevechten waren hier en daar hevig en duurden langer dan de Duitsers verwacht hadden. Twintig man Nederlandse troepen sneuvelden, driehonderd man werden krijgsgevangen gemaakt.
De Stelling Kornwerderzand was voor die tijd sterk: de kazematten waren van beton (tot 300 cm dik), en uitgerust met enkele 47 mm-kanonnen en veel zware mitrailleurs. De zeventien kazematten in het complex bij de sluizen van Kornwerderzand (ca. 4 km van de Friese kust) herbergden 230 man, en voldoende voorraden voor een weken strijd. De moderne stelling was bij de aanleg van de Afsluitdijk betaald door het ministerie van Verkeer en Waterstaat. Kapitein Boers voerde het bevel.
Op zondag 12 mei begon de eerste van een serie luchtaanvallen op Kornwerderzand. Op pinkstermaandag 13 mei begonnen artilleriebeschietingen vanaf de Friese kust. Een aanval van een compagnie stoottroepen, onder leiding van Freiherr luitenant-kolonel Von Edelsheim, werd afgeslagen door de mitrailleurs en kanonnen. Kapitein Boers liet op een paar honderd meter afstand het vuur openen.
Op dinsdag 14 mei begon de artilleriebeschieting weer. Maar hierop had de bezetting van de bunkers ditmaal een antwoord klaar. Telefonisch werden aanwijzingen doorgegeven aan Den Helder, en vanaf daar radiografisch doorgegeven aan de op 18 km uit de Friese kust in de Doove Balg gelegen kanonneerboot Hr. Ms. Johan Maurits van Nassau die de Duitse stellingen op de Friese kust met succes onder vuur nam. Na ruim honderd schoten werd de dreiging van Duitse vliegtuigen te groot geacht en vertrok het schip weer. De Duitse artillerie zweeg.
De Duitsers probeerden nieuwe luchtbombardementen. Een voltreffer met een bom van 500 kg scheurde een gapend gat in een van de bunkers. Vanuit Den Helder werd speciaal sneldrogend beton gestuurd. Maar het was niet meer nodig. Nederland gaf zich over.
Er was lange tijd discussie onder militaire historici over de Duitse verliezen. De Duitsers hebben hun verliezen onder de mannen die de aanval ondernamen, destijds gepubliceerd als 'enkelen'. De Duitsers noemden de Afsluitdijk echter Der Totendamm. Ook de verdedigers gaven hoog op over de slachtoffers onder de aanvallers. Bekend is dat het ziekenhuis in Leeuwarden enkele tientallen gewonden heeft opgenomen. De Duitse 1ste cavalleriedivisie verloor echter slechts enkele tientallen mannen in de vijf dagen strijd. Op de Afsluitdijk verloren de Duitsers uiteindelijk acht man, waaronder een officier. Aan Nederlandse zijde viel slechts één gewonde.

### Peellinie

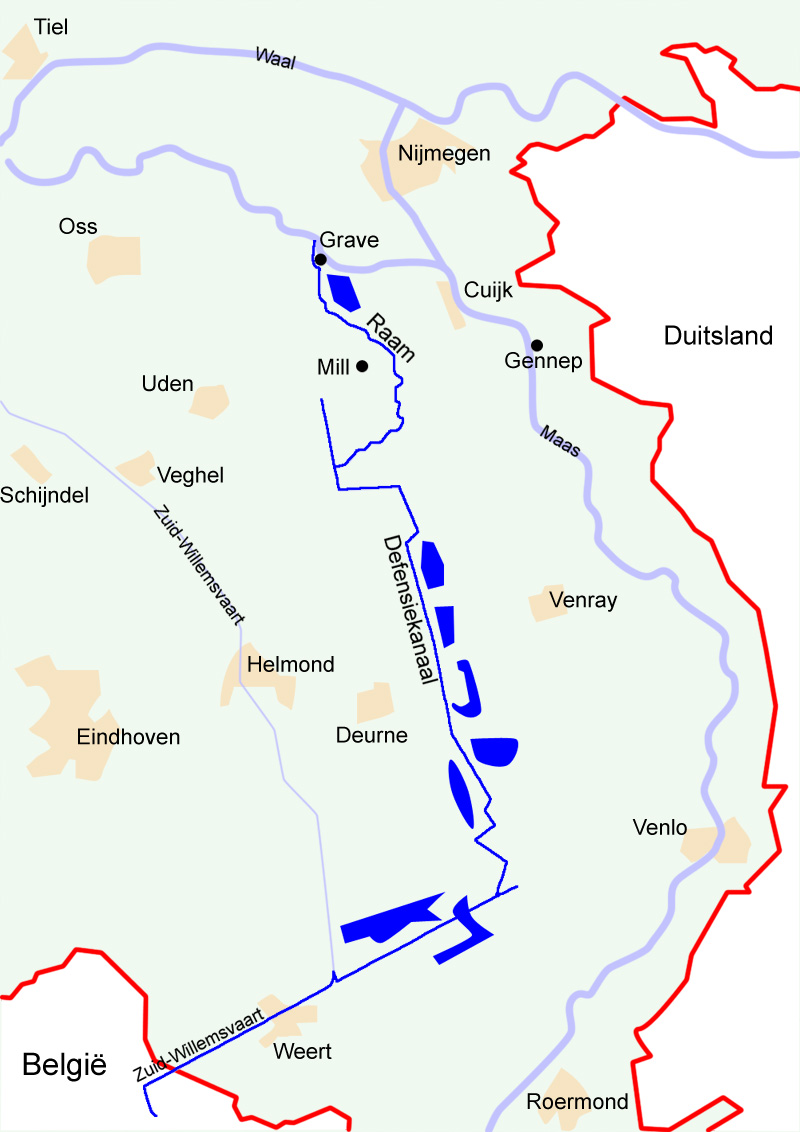
De Peel-Raamstelling

De aanleg van de Peel-Raamstelling was in 1936 begonnen. De linie strekte zich uit van de Maas, langs een afwateringskanaal Defensiekanaal, de Peelmoerassen via de Zuid-Willemsvaart in het zuiden tot aan de Belgische grens. De 125 kazematten en 245 'stekelvarkens' vormden de voornaamste verdediging. De bezetting bestond uit een van de twee divisies van het derde legerkorps. De linie was ruim opgezet; de leden van deze divisie meenden dat de lege loopgraven achter hen in tijd van oorlog zouden worden opgevuld. Doordat de Belgen echter hadden geweigerd de linie zuidelijk te laten aansluiten op de Belgische defensie langs het Albertkanaal, besloot Winkelman in het geheim dat het 3e Legerkorps en de Lichte Divisie in de avond van de eerste oorlogsdag zouden worden geëvacueerd. Uiteindelijk zou dit zelfs op de eerste oorlogsdag al gebeuren, wegens de snelle Duitse penetratie van de Peel-Raamstelling.
Doordat de Maasbrug bij Gennep door de Duitsers al snel genomen werd, kon in de nacht van 10 mei een Duitse pantsertrein bij Mill doordringen tot over het kanaal bij de Peellinie. Bij het terugrijden van de trein wisten Nederlandse troepen deze te laten ontsporen. Een aanval in de rug van de verdediging door het inmiddels uitgestapte Duitse bataljon kon ten dele met twaalf kanonnen model 8-staal uit 1880 worden afgeslagen. Een gedeelte van de linie viel echter in Duitse handen, waarvan weer een gedeelte door een eenheid motorhuzaren van de Lichte Divisie werd heroverd. Gedurende de hele morgen golfde de strijd bij Mill heen en weer.
Rond 12:00 arriveerden de eerste Duitse troepen over de Maas bij Mill, maar hun aanvallen over het kanaal konden worden afgeslagen. Rond 18:00 volgde een aanval door Duitse Junkers Ju 87 duikbommenwerpers. Inmiddels waren al veel kazematten door Duits vlakbaangeschut uitgeschakeld. Tijdens het langdurige bombardement vluchtte een deel der verdedigers. Tegen 21:00 wisten de Duitsers met aanvallen door eenheden van twee divisies het zwakke punt bij Mill langzaam te breken. De strijd ter plaatse ging nog door tot de vroege morgen van 11 mei, maar een Duitse voorhoede trok al in de nacht door de linie. De Duitse verliezen waren echter aanzienlijk. De beide regimenten die in de voorste linies vochten, verloren 400 man aan doden en gewonden bij Mill. De Nederlandse verliezen waren veel lager: rond de 40 man gesneuvelden.
De bezetting van de rest van de Peellinie werd in de nacht op de Zuid-Willemsvaart teruggenomen en bood ook op 11 mei nog fel verzet. Ook die linie werd echter vrij gemakkelijk doorbroken en de Duitse tanks, die tot dan toe niet aan het gevecht hadden deelgenomen, konden doorrijden naar de Moerdijkbrug, die op 12 mei om 17:00 door de eerste verkenningseenheden werd bereikt. Rond 4:00 op 13 mei arriveerden de eerste tanks op het Eiland van Dordrecht.
Op de 13e zouden sommigen daar nog aannemen dat het Franse tanks waren, hoewel het Nederlandse opperbevel al wist dat de Duitse tanks in aantocht waren en bevel gaf een pantserafweerfront rond Den Haag in te richten. De communicatie tussen troepen en het opperbevel is mogelijk niet optimaal geweest. Of mogelijk werd Nederland bewust onwetend gehouden. Op 14 mei meldde Het Vaderland: "is een gemotoriseerd deel van het Duitsche invalsleger in België Noordelijk gezwenkt naar Noord-Brabant en zouden het deze troepen zijn, die eensklaps aan de Langstraat verschenen zijn en kort daarop de Moerdijkbrug zijn overgetrokken. Door deze beweging is de Peellinie, die tegen een frontlinie kon standhouden, omgetrokken."

### Grebbeberg

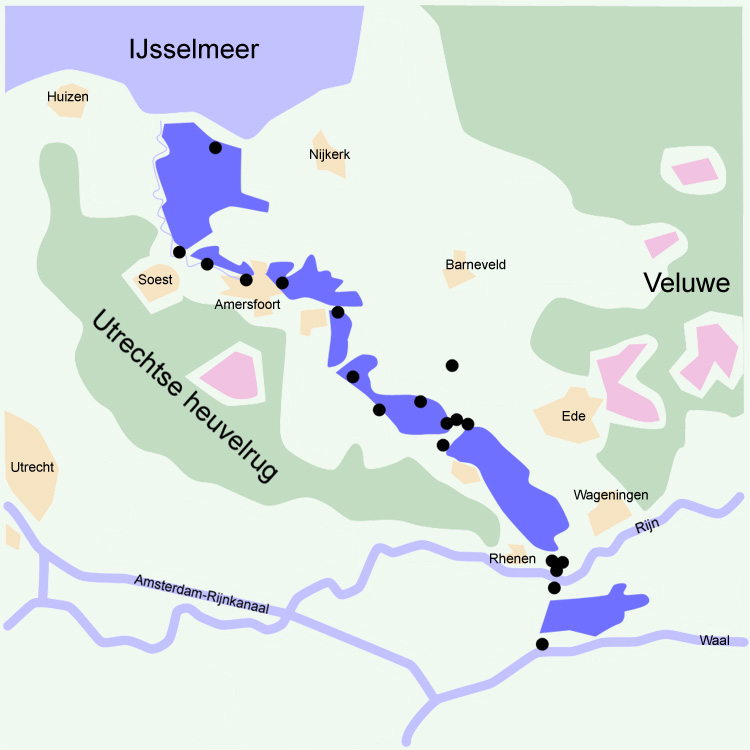
De Grebbelinie

Toen de Duitsers op 10 mei binnenvielen, was de Grebbelinie nog niet voltooid. Bij de aanvang was al duidelijk dat werkzaamheden tot november 1940 zouden duren. De Grebbelinie liep van het IJsselmeer tot de Rijn. Vanaf het IJsselmeer was het land voor de Grebbelinie geïnundeerd. Door hoogteverschillen liep de inundatie niet geheel door; om het land voor de Grebbeberg onder water te kunnen zetten, was een gemaal nodig, dat bomvrij zou moeten zijn. Het was op 10 mei nog in aanbouw. Juist dit punt hadden de Duitse officieren voor hun aanval uitgekozen.
De Grebbeberg was het doel van de 207e infanteriedivisie met het bij haar ingedeelde Waffen-SS-regiment Der Führer; in totaal ruim 23.000 man, de helft daarvan infanterie in twaalf bataljons, waarvan er zeven zouden worden ingezet. De Grebbeberg werd verdedigd door met name het Nederlandse 8e regiment infanterie, 2500 man sterk, verdeeld over drie bataljons. Het werd ondersteund door eenheden van 19RI en 11RI en zou in totaal nog door elf bataljons, zo'n 9000 man, versterkt worden. De reguliere onderdelen vielen onder de 4e Divisie van kolonel Van Loon, dat op haar beurt samen met de noordelijker gelegen 2e Divisie (kolonel Barbas) het IIde Legerkorps (generaal-majoor Harberts) vormde. Commandant Veldleger was Godfried van Voorst tot Voorst. 8 RI had een sterke positie: de Grebbeberg kijkt uit naar het oosten over relatief vlak land. De posities waren versterkt met kazematten, maar veel stellingen bestonden gewoon uit aarde en hout, slechts weinig beton.
De feitelijke aanval begon op 11 mei om 2:00 met een langdurige maar lichte artilleriebeschieting. Het SS-regiment voerde de eerste aanval uit, die gericht was op de voorpostenstrook. Spoedig werden de schaarse verbindingen tussen de voorposten en de artillerie uitgeschakeld. Na een succes in het noordelijk deel van de voorpostenstrook, had de SS een aantal krijgsgevangenen gemaakt. Deze als levend schild gebruikend, vielen zij een aantal van de resterende voorposten aan. Toch duurde het tot de avond voor de laatste voorposten door de SS werden ingenomen. Bij ten minste drie gelegenheden werden Nederlandse krijgsgevangenen door de SS vermoord.
Op 12 mei begon de Duitse aanval op de frontlijn met een urenlang artilleriebombardement. Rond 13:00 vielen twee SS-bataljons de frontlinie aan, een derde bataljon erachter volgend. Het voor de berg gelegen versterkte hoornwerk viel na een half uur strijd. Hierna volgde een aanval de helling op aan de oostzijde van de Grebbeberg zelf. De gevechten werden op deze dag gevoerd door de Waffen-SS. De Duitsers leden relatief lichte verliezen, en wisten eenvoudig de berg op te komen. In de avond van 12 mei hadden de Duitsers de frontlijn ter hoogte van de Grebbeberg geheel veroverd.
Een Duitse aanval door de 227e divisie via de noordelijke Grebbelinie op Amersfoort kwam niet tot ontwikkeling. De 227e divisie zou echter op de volgende dag 13 mei bij Scherpenzeel een zwaardere aanval inzetten waarbij ze geheel ontplooid zou worden. Het bij haar ingedeelde SS-regiment SS Leibstandarte Adolf Hitler was inmiddels naar Brabant gedirigeerd.
In de morgen van 13 mei probeerden de Nederlandse troepen met vier bataljons - drie daarvan van Brigade B - aan de noordzijde van de Grebbeberg een tegenaanval te ondernemen, maar door eigen vuur, slechte voorbereiding en het feit dat de SS tegelijkertijd aanviel, verliep de voortgang traag. Toch slaagden de twee voorste bataljons erin tot bijna aan de tussenverdediging te geraken. De Nederlanders ontmoetten daar de SS die met een bataljon in dezelfde sector tegelijkertijd een aanval ondernam. Toen de Duitse artillerie de Nederlandse aanvallers onder zwaar vuur nam liep de aanval vast. Een aanzienlijk deel der manschappen trok daarop terug. Een door Duitse Stuka's uitgevoerd bombardement op het aanvalsgebied en de afgrendelstelling dreef de resterende aanvallers op de vlucht.
Op de berg was de SS inmiddels afgelost door een regiment (IR.322) van de 207de Infanterie Divisie. De SS was in de avond en nacht van 12 op 13 mei richting Achterberg gedirigeerd waar ze een aanval zou ontplooien op het moment dat de Nederlandse tegenaanval al aan de gang was. De 207de ID zette met twee bataljons de aanval in tegen de stoplijn op de berg, en was rond 12:00 ten koste van vele gesneuvelden in staat de stoplijn voorgoed te doorbreken. Vele lokale gevechten, onder andere rond diverse commandoposten en het viaduct, duurden tot laat in de middag van de 13de mei. Met het doorbreken van de stoplijn was de Nederlandse verdediging niet langer in staat vanuit voorbereide stellingen weerstand te bieden. Hoewel de Nederlanders vele reserve-eenheden, zeven bataljons, hadden ingezet verloren ze de organisatie volkomen op de 13de mei. De samenhang viel weg, en vanaf de ochtend zagen achtergelegen eenheden stromen terugtrekkende infanteristen voorbij komen. Na het luchtbombardement sloegen de laatste troepen op de vlucht. Rond 16.00 uur op 13 mei werd vanuit het commando Veldleger de evacuatieopdracht voor de gehele Grebbelinie gegeven.
De Duitsers ontdekten pas rond 21:00 dat de Nederlanders de Grebbelinie bij Rhenen hadden ontruimd. Elders in de linie ontdekten de Duitsers dit pas in de vroege morgen van 14 mei.
Bij Scherpenzeel waren de Nederlanders in staat gebleken de divisie-aanval van de 227de ID te weerstaan. De Duitsers hadden in de voorbereidingen al veel last ondervonden van Nederlands artillerievuur, en werden door een puike samenwerking van artillerie en infanterie op 13 mei teruggeworpen door de felle Nederlandse tegenstand, na aanvankelijk wel enkele posities te hebben veroverd. Hierop trokken de drie ingezette regimenten zich terug om een nieuwe aanval op de 14de te ontplooien. Pas om 9:00 op de 14de kwam men erachter dat de Nederlanders waren vertrokken. Dit kwam onder meer omdat enkele batterijen artillerie achtergebleven waren om de schijn van voortdurende bezetting op te houden. Die opzet slaagde volledig. Zelfs in de morgen van de 14de moesten Duitse eenheden nog plaatselijke gevechten leveren met achtergebleven Nederlandse eenheden. De rest was teruggetrokken op de Vesting Holland Oost.

### Moerdijkbruggen, Dordrecht, Waalhaven

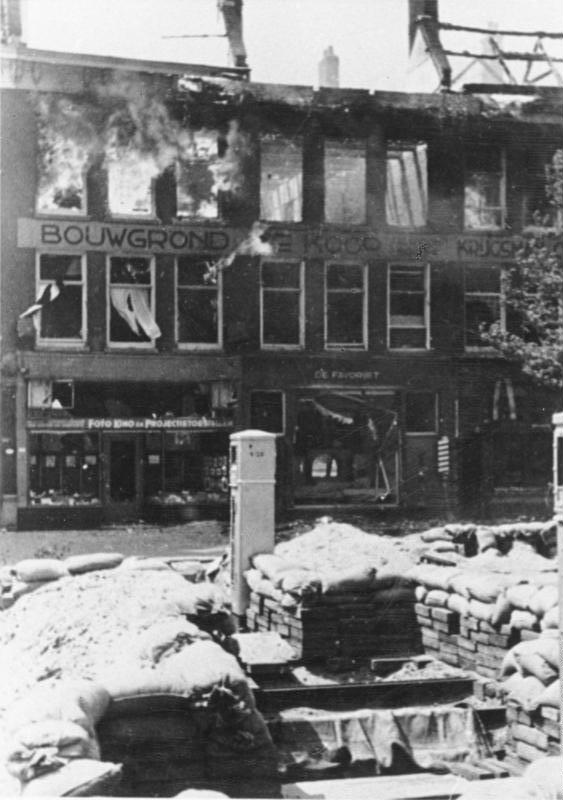
Een beeld van de straatgevechten in Rotterdam. Op de voorgrond een Nederlandse stelling.

De aanval op de Moerdijkbruggen en de bruggen bij Dordrecht en Rotterdam werd uitgevoerd door eenheden van de 7e Flieger Division onder leiding van General-major Kurt Student, en werd hiertoe versterkt met eenheden van het 22e Infanteriedivisie. Omgekeerd stond de 7e Fliegerdivision eenheden af aan het 22e Infanteriedivisie ter ondersteuning van de luchtlandingen rondom Den Haag, en een al in 1939 gevormde taakgerichte eenheid (Sturmabteilung Koch) voor de strijd rond het Belgische Fort Eben-Emael en de bruggen daarbij. In Nederland werd bij de Moerdijkbruggen, centraal op het Eiland van Dordrecht en op Waalhaven één Duits bataljon parachutisten afgeworpen. Dezen hadden als taak de bruggen bij Moerdijk en Dordrecht veilig te stellen voor de opmars door de 9e Pantserdivisie; een tactiek die in 1944 ook door de geallieerden zou worden gebruikt bij Operatie Market Garden. Bovendien moest de inname van Waalhaven zorgen voor een aanvoerhaven voor de luchtlandings- en bevoorradingseenheden.
Zo ver naar achteren hadden de bruggen een verdediging die niet in de hoogste staat van paraatheid was gebracht in de nacht ervoor. De Moerdijkbruggen kwamen dan ook binnen korte tijd in Duitse handen. Ook de bruggen bij Dordrecht/Zwijndrecht kwamen vrijwel direct in Duitse handen. Hierna brandde de strijd om het Eiland van Dordrecht los, waarbij ruim 200 Nederlandse militairen omkwamen. Twee pogingen tot het bombarderen van de strategische bruggen bij Moerdijk faalden. Ook een Frans/Nederlandse actie met pantserwagens om de Moerdijkbruggen vanuit het zuiden te heroveren mislukte op 11 mei. Op 12 mei bereikten de eerste verkenningseenheden van de 9e Pantserdivisie om 17:00 de Moerdijk en kwamen de Duitse parachutisten te hulp. Nederlandse troepen hielden tot het eind van de strijd stand in het noorden van het Eiland van Dordrecht. In Dordrecht zelf werden op de 13de zware straatgevechten tegen Duitse tanks gevoerd, die de Duitsers een tiental tanks kostten. De Duitse tanks trokken zich terug en trokken naar Rotterdam.
Op 10 mei om 5:00 landden een twaalftal Heinkel He 59D watervliegtuigen op de Nieuwe Maas in Rotterdam. Troepen peddelden in rubberbootjes naar zowel de noord- als zuidoever. Ze namen de vitale Maasbruggen in, en bezetten gebouwen op zowel de noord- als zuidoever. Parachutisten landden bij het Feyenoordstadion en op het vliegveld Waalhaven. Rotterdam had een troepenmacht van ongeveer 7000 man (vooral opleidingseenheden), van wie echter slechts ongeveer 1000 man getraind waren voor het gevecht. Op initiatief van enkele lagere commandanten in Rotterdam werden tegenacties ondernomen. Op de noordelijke oever werden de Duitsers door Nederlandse mariniers, infanterie en genietroepen teruggedreven in een beperkt bruggenhoofd.
Pogingen van de marine om met de Hr. Ms. Van Galen de bruggen op te blazen faalden door het Duitse luchtoverwicht. Het schip werd door Stuka's aangevallen op de Nieuwe Waterweg, raakte hierbij zwaar beschadigd en werd ten slotte door de bemanning tot zinken gebracht in de Rotterdamse Merwehaven.
De strijd rond de bruggen - die voor beide zijden bijzonder bloedig en intensief was - duurde de ruim vier dagen en eindigde met het bombardement op Rotterdam. Pas hierna slaagden de Duitsers erin de bruggen te overschrijden - maar niet voordat de stad moest capituleren.

### Slag om Den Haag

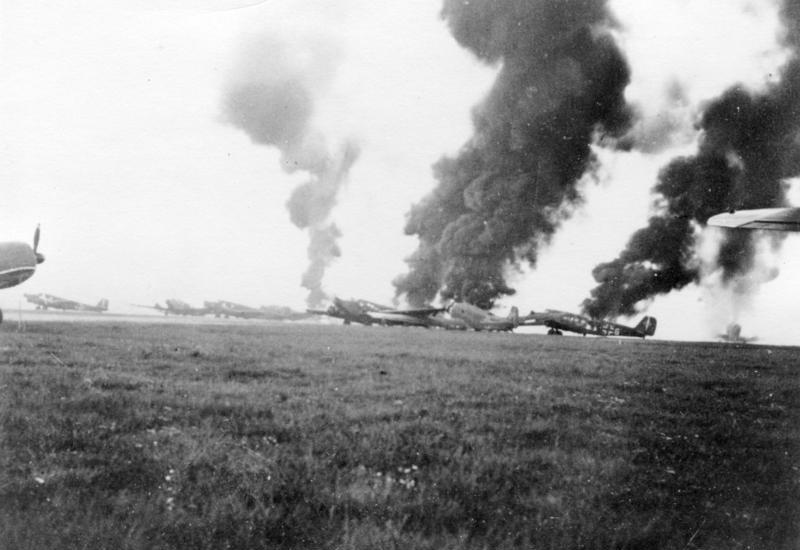
In brand geschoten Junker 52s in de omgeving van Delft

Ook in Den Haag waren de Duitse luchtlandingstroepen voorbereid. Dankzij zorgvuldige spionage bezaten de Duitse troepen gedetailleerde stratenkaarten die hen de weg naar Paleis Noordeinde wezen. De Duitsers wisten echter niet dat het pas aangelegde vliegveld Valkenburg nog niet gereed was. De bodem werd nog bemalen en was niet droog genoeg voor gebruik.
De Duitse luchtlanding was strategisch gepland: op vliegveld Ockenburg (1000 man) ten zuiden van Den Haag, op vliegveld Ypenburg (6000 man) ten oosten van Den Haag, en op Vliegkamp Valkenburg (3313 man) ten noorden van de residentie, tussen Wassenaar en Katwijk aan Zee. Deze aanvalsmacht bestond uit de 22e Infanteriedivisie, onder leiding van generaal Von Sponeck, met ondersteuning van ruim een bataljon (vijf compagnieën) parachutisten. Von Sponeck zelf landde bij Ockenburg, terwijl hij op Ypenburg had moeten landen. In de praktijk zouden veel minder troepen landen. Men schat dat slechts tussen de 4000 en 5000 man daadwerkelijk aan de grond kwam.
De Haagse verdediging was opgebouwd uit een allegaartje: een regiment infanterie in de kazernes op de Haags-Wassenaarse grens, een eenheid ter bescherming van het Koninklijk Huis en enkele bataljons ter verdediging van de vliegvelden. Veel soldaten waren korter dan drie maanden in dienst. De vliegvelden werden wel door geoefende troepen verdedigd, en bij Ypenburg was ook luchtafweergeschut en een zestal moderne pantserwagens aanwezig.
De Duitse landing bij Ockenburg was beperkt van omvang. Deze vliegstrook werd bewaakt door een depotcompagnie. Door de strijd rond de vliegvelden weken de Duitse landingsvliegtuigen gedeeltelijk uit naar het vlakke strand bij Kijkduin. De Duitsers wisten op te rukken tot binnen de bebouwde kom van Loosduinen. Vanuit Den Haag werd het 1e Bataljon Grenadiers ingezet. Vanuit Monster werd het 1e Bataljon Jagers opgeroepen. Er ontbrandde een fel gevecht rond de "Wijndaalderswoning". Een brandweerwagen werd door de Duitsers voor een 'geheim wapen' aangezien en in brand geschoten. Deze beperkte troepenmacht werd, ondanks de verwarring die de Duitse luchtlanding bij de Haagse verdedigers veroorzaakte, relatief snel buiten gevecht gesteld. De Duitse troepen trokken zich terug in de bossen en het landgoed Belvedère. Generaal Von Sponeck zelf wist met 360 man op 12 mei aan omsingeling te ontkomen en trok zich terug richting Overschie bij Rotterdam.
De paralanding bij Valkenburg was succesvol. Toen rond 5:00 parachutisten landden, werden deze door de bezetting onder vuur genomen. Om 5:20 uur landden de eerste Duitse toestellen, waarvan vele zware schade opliepen. Spoedig waren er ondanks hevig mitrailleurvuur 400 à 500 man Duitse troepen geland, wat later nog zou oplopen tot circa 1500 man. De verdediging van het vliegveld gaf zich na enkele uren over. De gehele derde divisie van het eerste legerkorps kreeg opdracht tegen deze luchtlanding op te treden. In de avond was het vliegveld heroverd en waren de Duitsers geconcentreerd in het dorp Valkenburg zelf. Hevig werd er gevochten onder andere rond Rijnsburg bij Katwijk, de Haagse Schouw bij Leiden en het vliegveld zelf. Ook in de duinen vond bittere strijd plaats met daar gelande Duitsers. Tijdens de dagenlange gevechten werd het dorp Valkenburg in een ruïne veranderd. Valkenburg bleef een centrum van gevechten tot aan de capitulatie.
De grootste Duitse troepenmacht werd ingezet rond vliegveld Ypenburg. Hier vond een voorafgaand bombardement plaats, gevolgd door het afwerpen van parachutisten. Alert luchtafweergeschut alsmede de gecombineerde vuurkracht van zware mitrailleurs en pantserwagens haalde Duitse landingstoestellen van de eerste landingsgolf neer of vernietigde deze tijdens de landing. Een deel van de Duitse troepen wist echter uit de toestellen te komen en bond de strijd aan met de verdediging van het vliegveld.
De tweede aanvalsgolf was sterker, maar vond de landingsbaan versperd door Duitse wrakken uit de eerste landingsgolf. De derde landingsgolf kampte ook met dit probleem. Gedeeltelijk werd getracht toch op het vliegveld te landen, gedeeltelijk werd uitgeweken naar de rijksweg Den Haag – Rotterdam. Toen ook de rijksweg bezaaid lag met wrakken, weken de Duitse toestellen uit naar de weilanden rond Rijswijk, Delft en Wateringen. Vanuit Delft werden ze beschoten door stukken luchtdoelgeschut die de Koninklijke Nederlandsche Gist- en Spiritusfabriek in Zwitserland had aangeschaft ter verdediging van de fabriek. Deze stukken luchtdoelgeschut hebben gedurende de gehele slag dienstgedaan.
In de middag wisten de Nederlandse troepen de Duitse eenheden geleidelijk aan terug te dringen en het vliegveld te heroveren. Vele honderden Duitsers werden gevangengenomen, en ruim 100 zijn gesneuveld. De Nederlanders zelf verloren bij het vliegveld zelf ook ruim 100 man.
Toen generaal Winkelman van de opeenvolgende luchtlandingen hoorde, stelde hij het eerste legerkorps ter beschikking van de Commandant Vesting Holland, de luitenant-generaal Van Andel. Hiermee was de strategische reserve van het Nederlandse leger niet meer beschikbaar voor inzet bij de Grebbeberg of voor verdediging van de oostgrens van de waterlinie (Vesting Holland). Het merendeel van de Duitse troepen moest in man-tegen-mangevechten worden overwonnen. Hoewel de uitslag van de strijd rond de residentie aan het eind van de eerste dag vaststond, duurde de strijd tegen geïsoleerde elementen tot aan de capitulatie; sommige groepjes Duitse soldaten boden hardnekkig weerstand. In Valkenburg en Overschie slaagden zij erin zich te handhaven.
De verliezen rond Den Haag bestonden uit 515 Nederlandse soldaten gedood en gewond; 2735 goed bewapende Duitse militairen werden uitgeschakeld (gedood, gewond, krijgsgevangen). Hieronder 1600 krijgsgevangenen, van wie er 1350 op tijd naar Engeland konden worden getransporteerd. Naar schatting rond de 400 toestellen die door de Luftwaffe boven en rond Den Haag werden ingezet gingen verloren. Hiervan waren er ca. 250 definitief verloren, de overige werden hersteld, herbouwd of dienden voor onderdelen ten bate van herbouw van andere toestellen. Het merendeel van de verloren gegane toestellen betrof transportvliegtuigen.
Hitler was woedend. Een groot deel van de luchtlanding rond Den Haag was door hem persoonlijk gepland. De verantwoordelijke commandant, generaal Von Sponeck, viel in ongenade bij Hitler. Toen Von Sponeck later aan het Oostfront een bevel tot terugtrekken gaf was dit voor Hitler aanleiding hem te beschuldigen van verraad en werd hij gevangengezet en tegen het eind van de oorlog gefusilleerd.

### Evacuatie

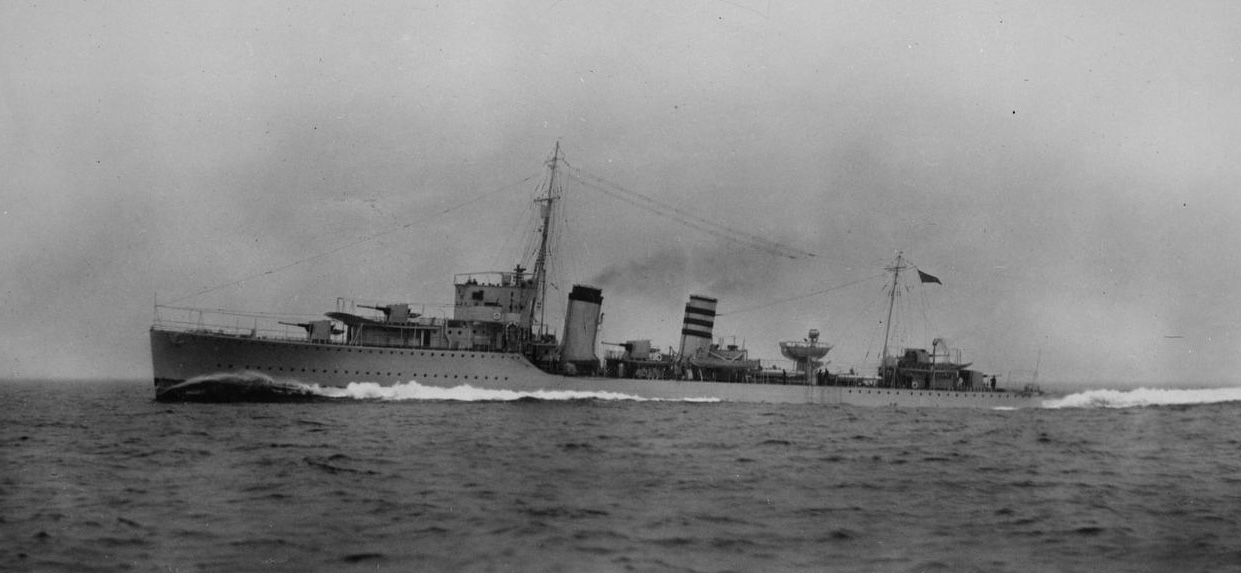
HMS Codrington

Op 12 mei vertrok het prinselijk gezin (Juliana, Bernhard, Beatrix, Irene) om 23:00 met de torpedobootjager HMS Codrington vanuit IJmuiden naar Engeland. De nog geen jaar oude prinses Irene werd hierbij vervoerd in een kist, bestand tegen gifgasaanvallen.
De volgende dag, op 13 mei, vertrok koningin Wilhelmina onder begeleiding van enkele pantserwagens naar Hoek van Holland, waar een laatste vergadering met de ministers plaatsvond in het Fort aan den Hoek van Holland. De Britse torpedojager HMS Hereward bracht haar naar Engeland. Ook de ministers (maar zonder hun gezinnen) weken op die dag uit naar het Verenigd Koninkrijk (zie ook Londens kabinet). Rond 15:00 uur werd het regeringsgezag aan generaal Winkelman overgedragen.
Prins Bernhard keerde na zijn aankomst in Engeland terug naar Zeeland. Via Parijs reisde hij weer naar Engeland. Het doel van zijn bezoek aan Parijs is nooit opgehelderd.
Om de monarchie veilig te stellen weken Juliana en de prinsesjes Beatrix en Irene later uit naar Ottawa in Canada. Op 2 augustus 1945, zette het gezin, met de in 1943 in Canada, op tijdelijk internationaal grondgebied, geboren prinses Margriet, weer voet op Nederlandse bodem.
De Nederlandse bevolking reageerde geschokt op de evacuatie van de koninklijke familie en het kabinet. De kranten hadden tot op dat ogenblik vrijwel geen negatief nieuws gepubliceerd. In vrijwel alle krantenartikelen werd op 12 mei nog hoog opgegeven van de Nederlandse verdediging.

### Bombardement op Rotterdam

Verovering van Nederland

Generaal Schmidt, bevelhebber van het 39e Gemotoriseerde Korps, heeft van zijn superieur, generaal Von Küchler, opdracht gekregen het verzet in Rotterdam "met alle middelen" te breken. Het is zeker dat Hitler, die zich op maandag 13 mei bezorgd toonde over het gebrek aan voortgang in Nederland, opdracht (Führerweisung) gaf het Nederlandse verzet in korte tijd te breken.
Kampfgeschwader 54 werd vanaf het Belgische front teruggetrokken om in Nederland te worden ingezet. Dit betrof een eenheid middelzware bommenwerpers Heinkel He 111, naast de voor een tactische doorbraak noodzakelijke Stuka's die al beschikbaar waren. Loe de Jong betoogt in zijn Het koninkrijk der Nederlanden in de Tweede Wereldoorlog dat Hitler niet slechts een doorbraak over de Willemsbrug beoogde, maar de capitulatie van Nederland. Indien Nederland niet capituleerde, zouden ook Utrecht, Den Haag, Amsterdam, Haarlem en andere grote steden gebombardeerd worden, zo werd beweerd. Schriftelijke bevelen daartoe zijn echter niet bekend. Wel zijn er pamfletten boven Utrecht uitgestrooid, gericht aan de commandant aldaar. De stad zou bij verder verzet hetzelfde lot als Warschau ondergaan. Het volkenrechtelijk verweer dat Rotterdam aangevallen mocht worden omdat het een verdedigde stad was, wordt door sommigen dan ook betwist.
Op 14 mei tussen 9:00 en 10:00 stuurde generaal Schmidt een ultimatum naar kolonel Scharroo, de Nederlandse commandant van Rotterdam, en aan burgemeester Oud.
Kolonel Scharroo ontving de drie Duitse militairen, die onder een witte vlag het ultimatum bezorgden, zonder Ouds aanwezigheid. Wel liet hij de brief lezen. De brief bleek ondertekend met de commandant van de Duitse troepen, zonder handtekening of rang.
Scharroo vond dit te vaag (een vodje papier) om Rotterdam op over te geven. Scharroo ontving het ultimatum om 10:30 uur en dat stelde dat twee uur na ontvangst maatregelen tot vernietiging van Rotterdam getroffen zouden worden. Scharroo belde generaal Winkelman op en zei dat hij niet van zins was op dit vod te capituleren, maar erkende dat de bevoegdheid bij Winkelman lag. Militair gezien zag hij geen noodzaak tot capitulatie: er was pantserafweergeschut op weg naar de Willemsbrug, de vernietiging van de spoorbrug werd voorbereid, en de Rechter Maasoever was nog vrij van Duitse troepen.
Burgemeester Oud had moeite om met generaal Winkelman verbonden te worden, en gaf te kennen dat het landsbelang voor het belang van de stad Rotterdam ging, maar als de Nederlandse verdediging toch hopeloos zou zijn, dat dan Rotterdam gespaard diende te worden.
Winkelman besloot tijd te winnen door Scharroos argument tot het zijne te maken. Hij liet Scharroo om een nieuw en netter geformuleerd ultimatum vragen. Dit verzoek kwam om 11:45. Om 12:10 vertrok kapitein Backer, een van Scharroos aangestelde stafofficieren, met dit verzoek. Het ultimatum zou ondertekend moeten zijn en naam en rang van de Duitse officier moesten worden vermeld.
Een kwartier voor het verstrijken van het ultimatum werd dit aan Oberstleutnant Dietrich von Choltitz overhandigd - de man die later als commandant van Parijs het vernietigingsbevel van Hitler van die stad zou weigeren uit te voeren. Omdat de stad in een half uur niet geëvacueerd kon worden, ook omdat er nauwelijks vluchtmogelijkheden waren, besloot burgemeester Oud de stad niet te laten ontruimen. Als iedereen open op straat opeengeklemd zou zitten, zou het aantal slachtoffers slechts toenemen. Waarom eerder niet tot evacuatie werd besloten is in de Nederlandse weergave van de gebeurtenissen altijd onderbelicht gebleven.
Generaal Schmidt hoorde het rapport van zijn parlementair aan, en gaf bevel het geplande artilleriebombardement van 13:00 uit te stellen. Tevens liet hij Kampfgeschwader 54 opdracht geven het bombardement uit te stellen wegens overgaveonderhandelingen.
Dit eskader steeg juist op van drie Duitse vliegvelden. De eskadercommandanten werd meegedeeld dat wanneer het bombardement geen doorgang zou vinden, vanaf het Noordereiland rode lichtkogels afgevuurd zouden worden.
Schmidt ontving door onbekende oorzaak echter geen bericht dat de Duitse vliegtuigen toch zijn opgestegen en nam geen maatregelen om rode lichtkogels te laten afvuren. Hij liet een nieuw ultimatum opstellen, en ondertekende ditmaal wel met naam, rang en handtekening. Voor 16:20 wilde hij Scharroos overgave ontvangen. Het was dan 13:20.
Binnen enkele minuten verschenen Duitse bommenwerpers. In paniek liet Schmidt witte rollen katoen uit een warenhuis uitrollen als teken van overgave en rode lichtkogels afvuren. Een vanuit het zuiden naderend eskader zwenkte af (drie bommenwerpers lieten hun bommen reeds vallen), maar de vanuit het oosten naderende vliegtuigen niet en zij wierpen 100 ton bommen op de stad af.
Rotterdam was op dat moment verstoken van luchtverdediging. Wel klonk het luchtalarm, minuten achtereen. De bevolking zocht een schuilplaats in gebouwen en kelders.
De Duitse bommen vielen in een brede strook in het centrum en ten noorden ervan, van Kralingen tot station Hofplein. Het bombardement duurde een kwartier. Na afloop bleken elektriciteit, gas, telefoon en water uitgevallen. Ook het gemeenteziekenhuis aan de Coolsingel werd getroffen en brandde uit. De brandweer kon de zich snel uitbreidende branden niet bedwingen, temeer daar er geen druk meer op de waterleidingen stond.
Na dit bombardement wist kapitein Backer, die Schmidts tweede ultimatum bij zich droeg, door het centrum van Rotterdam bij kolonel Scharroos hoofdkwartier aan de Statenweg in Blijdorp te komen. Verbinding met generaal Winkelman in Den Haag bleek niet meer mogelijk. In overleg met burgemeester Oud, overste Wilson (vertegenwoordiger en gemandateerde van het algemeen hoofdkwartier), en de aanwezige kapiteins, besloot Scharroo tot capitulatie van Rotterdam. Overste Wilson vertrok per auto naar Den Haag om generaal Winkelman in kennis te stellen van het besluit tot capitulatie van Rotterdam.

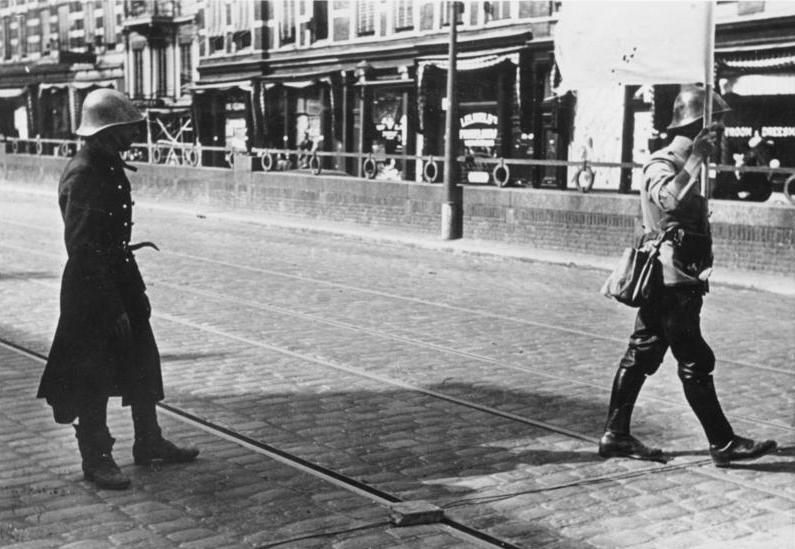
Nederlandse onderhandelaar in de Van der Takstraat op het door de Duitsers bezette Noordereiland in Rotterdam, 14 mei 1940.

Het bombardement heeft de Nederlandse verdedigingsposities bij de Willemsbrug niet geraakt, en is daarvoor ook niet bedoeld geweest. Scharroo meldde zich een half uur voor afloop van het tweede ultimatum bij de Duitse linies, om 15:50. Hij heeft om 15:00 de Nederlandse troepen opdracht gegeven niet meer te vuren. Bij Schmidt aangekomen ondertekende hij met "angenommen".
Mogelijk met de hachelijke positie van generaal Von Sponeck in gedachten, gaf de Duitse veldmaarschalk Kesselring opdracht tot een tweede bombardement tussen 19:00 en 20:00. Hij gaf ook Schmidt opdracht tot doorbraak naar Von Sponeck. Drie groepen bommenwerpers zouden de stad bombarderen tenzij hij bericht kreeg dat de doorbraak een feit zou zijn. Zodra Schmidt om 17:15 dit bericht ontving, zond hij een ongecodeerd bericht dat het noorden van de stad in zijn handen bevond - hoewel dit strikt genomen nog niet het geval is geweest. Hij vertrouwde op Scharroos handtekening.
Om 16:15 begonnen eenheden van Students Fliegerdivision en de SS Leibstandarte Adolf Hitler de Maas over te steken. In het begin van de avond werden details besproken in Scharroos hoofdkwartier met burgemeester Oud en generaal Student. Toen er buiten schoten klonken, stak Student zijn hoofd uit het raam om aan dat nutteloze geschiet een eind te maken. Hij werd getroffen door een kogel. Duitse soldaten zetten Nederlandse soldaten tegen de muur voor een massa-executie. Von Choltitz verhinderde deze massamoord en liet de burgers naar een kerk brengen. Student werd naar het Bergwegziekenhuis gebracht en daar geopereerd. De volgende dag bleken er alleen Duitse kogels in de muur van de kamer te zitten. Student werd gered maar was tot januari 1941 uitgeschakeld.

### Capitulatie

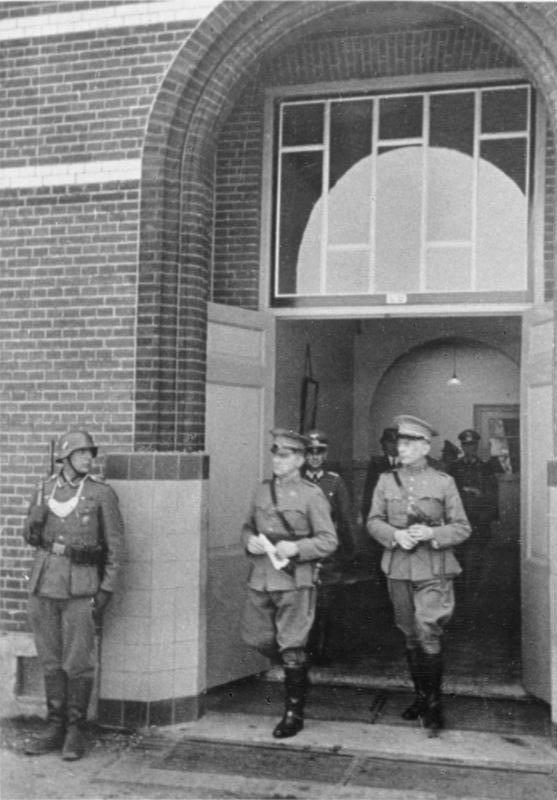
Winkelman verlaat de school in Rijsoord na ondertekening van de overgave

Toen die dag de Duitsers dreigden op dezelfde manier ook Utrecht plat te gooien, besloot Winkelman te capituleren, conform zijn opdracht onnodige slachtoffers en schade te vermijden. Om 16:50 kregen de legereenheden per telex het bevel zich aan Duitse eenheden waarmee ze contact hadden over te geven, indien mogelijk na vernietiging van hun wapens. Oorlogsschepen namen de wijk naar Engeland. Nieuwsberichten op de radio maakten de overgave aan de wereld bekend en zo raakte ook het Duitse opperbevel ervan op de hoogte. Na deze overgave dienden beide partijen zich volgens het oorlogsrecht te onthouden van oorlogshandelingen. De formele schriftelijke capitulatie, waarin allerlei voorwaarden geregeld werden, vond plaats in de ochtend van woensdag 15 mei in het dorpje Rijsoord (gemeente Ridderkerk, ten zuiden van Rotterdam). De capitulatie werd getekend door generaal Winkelman, in een school die was gevorderd door generaal Kurt Student en die in eerste instantie als diens hoofdkwartier had dienstgedaan (inmiddels Museum Johannes Postschool); de hierbij aanwezige hoogste officier van Duitse zijde was generaal Georg von Küchler. De capitulatie gold voor de Nederlandse weermacht (landmacht, luchtmacht en marine) in het Nederlandse rechtsgebied in Europa met uitzondering van Zeeland. De Nederlandse staat als zodanig capituleerde dus niet, tot teleurstelling van de Duitse onderhandelaars. De koloniën en eenheden op geallieerd gebied zetten de strijd voort.

## Internationale hulp
Na de Duitse aanval liet de Nederlandse regering zowel de Britse als de Franse regering weten dat 'internationale hulp welkom zal zijn'. Beide regeringen zegden hulp toe, hoewel die van Engelse zijde niet in de vorm van troepen werd toegezegd.
Het Franse verdedigingsplan was volledig voorbereid op een Duitse hoofdaanval door Midden-België. De Franse opperbevelhebber Maurice Gamelin stuurde 35 Franse en Britse divisies volgens het zogenaamde Dijleplan naar het noorden, de Antwerpen-Maasstelling in. Reeds op 10 mei kreeg het Franse 7e leger onder generaal Henri Giraud opdracht de verbinding met de Nederlandse verdediging tot stand te brengen. Dat was de Dyle-Breda variant van een voorbereide strategie die Frankrijk, Engeland, België en Nederland zou verbinden. Het op papier sterke 7e Leger bestond onder meer uit drie gemotoriseerde infanteriedivisies en de 1e Gemechaniseerde Lichte Divisie, Frankrijks elitepantserdivisie.
Girauds voorste eenheden rukten razendsnel op, maar de hoofdmassa van zijn leger werd uitgerekt op de opmarsroute, gehinderd door aanvallen van de Luftwaffe en stromen vluchtelingen. Toen de verkenningseenheden van het Franse leger op 11 mei Tilburg bereikten, volgden er enkele schermutselingen met de reeds de Peel-Raamstelling gepasseerde Duitse 9e Pantserdivisie. Het 6e kurassiersregiment en een bataljon van de 25e gemotoriseerde infanteriedivisie hielden halt bij Breda. De Duitse opmars richting Moerdijk en Dordrecht werd geen ogenblik bedreigd. Een zwakke Franse poging het bruggenhoofd bij Moerdijk aan te vallen faalde jammerlijk na zwak optreden. De Fransen gingen zo omzichtig te werk dat de Duitsers uren de tijd kregen de Luftwaffe in te schakelen die de Fransen - ten koste van 32 Nederlandse burgerdoden en enkele tientallen Franse slachtoffers - weg bombardeerden.
Op 13 mei gaf Giraud zijn troepen opdracht zich nog verder terug te trekken omdat vanuit het zuidoosten verontrustende berichten kwamen. Het Franse leger betrok een stelling die liep van Bergen op Zoom naar Minderhout. De Franse stelling was hiermee defensief: Antwerpen moest verdedigd worden. In wezen gaf Giraud zijn poging om verbinding te maken met de Nederlandse hoofdmacht hiermee op.
Toen generaal Guderian, de architect van het Duitse pantserleger, op 13 mei met zijn 19e Gemotoriseerde Korps de Maas wist over te steken en de slag om Sedan op de 14de wist te winnen ontmoette hij weinig tegenstand op weg naar de Kanaalkust. Hij sloot daarmee 70 geallieerde divisies op in België in een gigantische omsingelingsoperatie. Ook Girauds leger was afgesloten.
De Britse steun beperkte zich tot de aankomst van 200 mariniers van de Royal Marines en een bataljon Guards in Hoek van Holland, en een aantal bombardementsvluchten, onder andere op de rond Den Haag gelande Duitse troepen. Door gebrek aan de juiste soort brandstof konden de toestellen van de RAF niet op Nederlandse vliegvelden bijtanken. Daarnaast leverde de Britse marine assistentie voor de Nederlandse kust en bij de evacuatie van Regering en goud.

## Strijd in Zeeland
De capitulatie gold niet voor Zeeland. Weliswaar was het duidelijk dat ook Zeeland verloren was, maar het doel was de Duitsers zodanig te vertragen dat de Franse troepen zich terug konden trekken naar het zuiden, in plaats van krijgsgevangen te worden genomen.

## Strijdkrachten

### Duitse leger
18e Leger onder Generaal der Artillerie Georg von Küchler:
- 10e Legerkorps
  - 207e Infanteriedivisie (versterkt met SS-regiment Der Führer)
  - 227e Infanteriedivisie (versterkt met SS-regiment)
  - Verliezende 223e inf. divisie (versterkt met SS-regiment)
  - Verliezende 110e inf. divisie (versterkt met SS-regiment Der Führer)
- 26e Legerkorps
  - 208e Infanteriedivisie
  - 225e Infanteriedivisie
  - 254e Infanteriedivisie
  - 256e Infanteriedivisie
  - 526e Infanteriedivisie
  - 527e Infanteriedivisie
  - SS regiment Deutschland
  - 9e Pantserdivisie
- 7e Fliegerdivisie
  - 1e Bat. Fallschirmjägerregiment 2
  - 2e Bat. Fallschirmjägerregiment 2
- 22e Infanteriedivisie
  - 16e Infanterieregiment
  - 47e Infanterieregiment
  - 65e Infanterieregiment
- 1e Cavaleriedivisie

De totale sterkte van bovengenoemde Duitse eenheden die bij de aanval op Nederland werden ingezet bedraagt naar schatting circa 150.000 man. Dit is exclusief de vliegtuigbemanningen van de Luftwaffe en exclusief delen van het 6e leger die op doortocht naar België over Nederlands grondgebied trokken (zie hieronder).
Hiernaast waren in Zuid-Nederland actief:
6e leger onder kolonel-generaal Walter von Reichenau:
- 4e Legerkorps
  - 4e Pantserdivisie
  - 7e Infanteriedivisie
  - 18e Infanteriedivisie
  - 35e Infanteriedivisie
  - 61e Infanteriedivisie
  - 311e Infanteriedivisie
- 9e Legerkorps
  - 30e Infanteriedivisie
  - 216e Infanteriedivisie
- 11e Legerkorps
  - 14e Infanteriedivisie
  - 19e Infanteriedivisie
  - 31e Infanteriedivisie
- 26e Legerkorps
  - 526e Infanteriedivisie
- 27e Legerkorps
  - 269e Infanteriedivisie

Ongeveer 1500 Duitse soldaten werden als krijgsgevangene naar Groot-Brittannië afgevoerd.

### Nederlandse strijdkrachten
Opperbevelhebber: generaal H.G. Winkelman

#### Landstrijdkrachten
- Vesting Holland (reserve-luitenant-generaal Jan van Andel)
  - Commando Westfront (reserve-kolonel Gerard Johannes de Groot)
  - 1e legerkorps (generaal-majoor Nicolaas Theodorus Carstens) (Vesting Holland, strategische reserve) (20.000 man)
    - 1e divisie (kolonel Freek Bischoff van Heemskerck)
      - Regiment Grenadiers (majoor J.K. de Visser)
      - Regiment Jagers (luitenant-kolonel H.D. Scherpenhuijzen)
      - 4e Regiment Infanterie (luitenant-kolonel H.D. Buurman)
      - 2e Regiment Artillerie

    - 3e divisie (kolonel L.H. Kraak)
      - 1e Regiment Infanterie
      - 9e Regiment Infanterie
      - 12e Regiment Infanterie
      - 6e Regiment Artillerie

  - Lichte divisie (kolonel H.C. van der Bijl)
    - 2 regimenten wielrijders
    - 3e Regiment Huzaren Motorrijder
    - een regiment artillerie
    - een verbindingsafdeling
    - Legerkorpstroepen
      - onder andere het 3e Regiment Huzaren, 1 afdeling artillerie en 1 bataljon wielrijders

  - Overige troepen
    - 1e Regiment Huzaren Motorrijder
    - 15 Depotcompagnieën Bewakingstroepen
- Commandant Stelling Den Helder (schout-bij-nacht Hoyte Jolles)
  - Territoriaal Bevelhebber Friesland (kolonel J. Veenbaas)
    - 33e Regiment Infanterie (luitenant-kolonel W.A. Groenendijk)
    - 36e Regiment Infanterie (luitenant-kolonel J.H. Sonne)
    - Overige troepen, onder andere het 1e en het 12e Grensbataljon en diverse compagnieën bewakingstroepen
- Commandant in Zeeland (schout-bij-nacht H.J. van der Stad)
  - 38e Regiment Infanterie (luitenant-kolonel J.H.W. Bruins)
  - 40e Regiment Infanterie (luitenant-kolonel P.L.R. van der Drift)
  - diverse overige troepen, onder andere het 14e Grensbataljon
- Veldleger (luitenant-generaal J.J.G baron van Voorst tot Voorst)
  - 2e legerkorps (generaal-majoor Jacob Harberts) Zuidelijk deel Grebbelinie (20.000 man)
    - 2e divisie (10.000 man) (kolonel J.S. Barbas)
      - 10e Regiment Infanterie (luitenant-kolonel P.J. van den Briel)
      - 15e Regiment Infanterie
      - 22e Regiment Infanterie (luitenant-kolonel J.F. de Ridder)
      - 4e Regiment Artillerie
      - Divisietroepen
        - o.a. een verbindingsafdeling, een pionierscompagnie, een compagnie pantserafweergeschut, een compagnie luchtdoelmitrailleurs en 2 mitrailleureskadrons

    - 4e divisie (10.000 man) (kolonel A.A.M. van Loon)
      - 8e Regiment Infanterie (luitenant-kolonel W.F. Hennink)
      - 19e Regiment Infanterie
      - 8e Regiment Artillerie
      - Divisietroepen
        - onder andere een verbindingsafdeling, 2 compagnieën pantserafweergeschut, een pionierscompagnie, een compagnie luchtdoelmitrailleurs en 2 mitrailleureskadrons

    - Legerkorpstroepen
      - 4e Regiment Huzaren (luitenant-kolonel jhr. S.M.S.A.A. de Marees van Swinderen)
      - 11e Regiment Infanterie
      - 15e Regiment Artillerie
      - 19e Regiment Artillerie

  - 3e legerkorps (generaal-majoor Adrianus Antonius van Nijnatten) (Noord-Brabant) (20.000 man)
    - 5e divisie
      - 2e Regiment Infanterie
      - 13e Regiment Infanterie
      - 17e Regiment Infanterie
      - 3e Regiment Artillerie

    - 6e divisie
      - 3e Regiment Infanterie
      - 6e Regiment Infanterie
      - 14e Regiment Infanterie
      - 7e Regiment Artillerie

    - Peel divisie (kolonel L.J. Schmidt)
      - 20 Grensbataljons
      - 20e Regiment Artillerie

    - Lichte divisie
      - 2 regimenten Wielrijders
      - 2e Regiment Huzaren Motorrijder (luitenant-kolonel A.J.E. Mathon)

    - Legerkorpstroepen
      - onder andere 3 infanteriebataljons

  - 4e legerkorps (generaal-majoor Adrianus Rudolphus van den Bent) (Noordelijke Grebbelinie) (20.000 man)
    - 7e divisie
      - 7e Regiment Infanterie
      - 18e Regiment Infanterie
      - Divisietroepen
        - onder andere 2 artillerieafdelingen, 7 mitrailleureskadrons, 1 compagnie pantserafweergeschut, 1 compagnie luchtdoelmitrailleurs, 1 pionierscompagnie en een verbindingsafdeling

    - 8e divisie
      - 5e Regiment Infanterie
      - 16e Regiment Infanterie
      - 21e Regiment Infanterie
      - 5e Regiment Artillerie
      - Divisietroepen
        - onder andere 2 artillerieafdelingen, 1 mitrailleurcompagnie, 1 compagnie pantserafweergeschut, 1 compagnie luchtdoelmitrailleurs, 1 pionierscompagnie en een verbindingsbataljon

    - Legerkorpstroepen
      - 1e Regiment Huzaren
      - 5e Regiment Huzaren
      - overige: onder andere 4 afdelingen artillerie en een mortiercompagnie

  - Brigade A (kolonel J. van Voorthuizen)
  - Brigade B (kolonel J.C.C. Nijland)
    - 24e Regiment Infanterie
    - 2 bataljons van het 29e Regiment Infanterie
    - een verkenningscompagnie
    - een verbindingsafdeling
    - een pionierscompagnie
    - een mitrailleureskadron

  - Brigade G
  - Territoriaal Bevelhebber Overijssel (kolonel J. Dwars)
    - 8 infanteriebataljons, onder andere het 22e Grensbataljon en de bataljons van het 35e Regiment Infanterie

#### Wapen der Militaire Luchtvaart
Onder leiding van: luitenant-generaal Petrus Wilhelmus Best
(Het Wapen der Militaire Luchtvaart is onderdeel van de Landstrijdkrachten)
- 1e Luchtvaart Regiment
  - 1-I-1 Luchtvaart Regiment (Strategische Verkennings Vliegtuig Afdeeling (Stat.Ver.V.A.)) uitgerust met Fokker C.X
  - 2-I-1 Luchtvaart Regiment (Bombardeer Vliegtuig Afdeeling (Bom.V.A.)) uitgerust met Fokker T V
  - 1-II-1 Luchtvaart Regiment (1e Jacht Vliegtuig Afdeeling (1e Ja.V.A.)) uitgerust met D.XXI
  - 2-II-1 Luchtvaart Regiment (2e Jacht Vliegtuig Afdeeling (2e Ja.V.A.)) uitgerust met Fokker D.XXI
  - 3-II-1 Luchtvaart Regiment (3e Jacht Vliegtuig Afdeeling (3e Ja.V.A.)) uitgerust met Fokker D.XXI/G.I
  - 4-II-1 Luchtvaart Regiment (4e Jacht Vliegtuig Afdeeling (4e Ja.V.A.)) uitgerust met Fokker G.I
  - Detachement II-1 Luchtvaart Regiment uitgerust met Fokker D.XXI
- 2e Luchtvaart Regiment
  - I-2 Luchtvaart Regiment (Ie Verkenningsgroep) uitgerust met Fokker C.V/C.X en Koolhoven FK-51
  - II-2 Luchtvaart Regiment (IIe Verkenningsgroep) uitgerust met Fokker C.V en Koolhoven FK-51
  - III-2 Luchtvaart Regiment (IIIe Verkenningsgroep) uitgerust met Fokker C.V en Koolhoven FK-51
  - IV-2 Luchtvaart Regiment (IVe Verkenningsgroep) uitgerust met Fokker C.V en Koolhoven FK-51
  - 1-V-2 Luchtvaart Regiment (1e Ja.V.A. Jachtgroep Veldleger) uitgerust met Fokker D.XXI
  - 2-V-2 Luchtvaart Regiment (2e Ja.V.A. Jachtgroep Veldleger) uitgerust met Fokker D.XVI/G.I
  - 3-V-2 Luchtvaart Regiment (3e Ja.V.A. Jachtgroep Veldleger) uitgerust met Douglas 8A-3N
- Luchtvaartbrigade
  - Depot Luchtstrijdkrachten
  - Luchtvaartbedrijf
  - Luchtvaarttroepen (Vliegveldbewaking)
- Commando Luchtverdediging (gemobiliseerde eenheden 10 april 1940)
  - Veldleger
    - 1e t/m 9e Compagnie Luchtdoelmitrailleur (elk 4 Pelotons)

  - Stelling Den Helder (Luchtwachtdienst/Marine kustwacht)
    - XIe Afdeeling
      - 1e en 2e Batterij Luchtdoelartillerie
      - 1e t/m 4e Peloton Luchtdoelmitrailleur

    - VIIIe Afdeeling Zoeklichten tegen luchtdoelen (1e en 2e Zelfstandige Sectie)

  - Luchtverdedigingskring Amsterdam
    - VIe Afdeeling (5e, 6e, 103e, 104e Batterij Luchtdoelartillerie)
    - XIVe Afdeeling
      - 7e en 8e Batterij Luchtdoelartillerie
      - Ie Compagnie Luchtdoelmitrailleur (7e t/m 12e Peloton Luchtdoelmitrailleur)
      - IIe Compagnie Luchtdoelmitrailleur (13e t/m 20e Peloton Luchtdoelmitrailleur)
      - Ie Afdeeling Zoeklichten tegen luchtdoelen (1e t/m 4e Zelfstandige Sectie)
      - IVe Afdeeling Zoeklichten tegen luchtdoelen (1e t/m 4e Zelfstandige Sectie)
      - VIe Afdeeling Zoeklichten tegen luchtdoelen (1e t/m 4e Zelfstandige Sectie)

  - Luchtverdedigingskring Utrecht/Soesterberg
    - IXe Afdeeling (106e, 111e, 112e Batterij Luchtdoelartillerie)
    - XIIe Afdeeling
      - 11e, 12e, 115e, 116e, 117e Batterij Luchtdoelartillerie
      - 12e Compagnie Luchtdoelmitrailleur (35 t/m 48e Peloton Luchtdoelmitrailleur)
      - 92e t/m 97e Peloton Luchtdoelmitrailleur
      - IIe Afdeeling Zoeklichten tegen luchtdoelen (1e t/m 4e Zelfstandige Sectie)
      - IXe Afdeeling Zoeklichten tegen luchtdoelen (1e t/m 3e Zelfstandige Sectie)

  - Luchtverdedigingskring Rotterdam/'s-Gravenhage
    - Xe Afdeeling (3e, 4e, 13e, 14e Batterij Luchtdoelartillerie)
    - 13e Compagnie Luchtdoelmitrailleur (49e t/m 56e Peloton Luchtdoelmitrailleur)
    - 14e Compagnie Luchtdoelmitrailleur (57e t/m 65e Peloton Luchtdoelmitrailleur)
    - 85e t/m 88e Peloton Luchtdoelmitrailleur (Zwijndrecht, Baanhoek)
    - Ve Afdeeling Zoeklichten tegen luchtdoelen (1e t/m 4e Zelfstandige Sectie)
    - VIIe Afdeeling Zoeklichten tegen luchtdoelen (1e t/m 4e Zelfstandige Sectie)
    - XIIe Afdeeling Zoeklichten tegen luchtdoelen (1e t/m 4e Zelfstandige Sectie)

  - Commando Zeeland
    - 109e Batterij Luchtdoelartillerie
    - 73e t/m 76e Peloton Luchtdoelmitrailleur

  - Territoriaal Bevelhebber Noord-Brabant
    - 110e Batterij Luchtdoelartillerie
    - 114e Batterij Luchtdoelartillerie
    - 82e t/m 84e Peloton Luchtdoelmitrailleur
    - 89e t/m 91e Peloton Luchtdoelmitrailleur
    - 98e en 99e Peloton Luchtdoelmitrailleur

  - Territoriaal Bevelhebber Overijssel
    - 113e Batterij Luchtdoelartillerie
    - 77e t/m 81e Peloton Luchtdoelmitrailleur

In mei 1940 telde het totale Nederlandse leger 280.000 man, waarvan 120.000 behoorde tot het Veldleger. Verder werd aan de verdediging ook bijgedragen door personeel van de Koninklijke Marine, waaronder mariniers.

#### Nederlandse vliegvelden tijdens de aanval
(deze waren niet noodzakelijkerwijs bezet door vliegtuigen)
- Bergen (N.H.)
- Eelde
- Gilze-Rijen
- Haamstede (Zeeland)
- Hilversum
- Ockenburg (bij Loosduinen; hulpvliegveld)
- Ruijgenhoek (ook gespeld als Ruigenhoek)
- Schiphol
- Soesterberg
- Valkenburg (bij Leiden)
- Vlijt (Texel, voor Jachtvliegschool)
- Waalhaven (in Rotterdam)
- Welschap (bij Eindhoven)
- Ypenburg (bij Den Haag)
- Middenmeer (in de Wieringermeerpolder)
- Twente (bij Enschede)

#### Marinevliegkampen en steunpunten

##### Marinevliegkampen
- De Kooy (30 lesvliegtuigen)
- De Mok (Texel, watervliegtuigen) (17 vliegtuigen)
- Schellingwoude (11 vliegtuigen)
- Veere (8 vliegtuigen)

##### Steunpunten
- Brasemermeer (3 vliegtuigen)
- Westeinderplassen (8 vliegtuigen)
- Alkmaardermeer (3 vliegtuigen)